# Anunciação da Beata Virgem Maria em Via Ardeatina (diaconia)
Anunciação da Beata Virgem Maria em Via Ardeatina (em latim, Annuntiationis Beatae Mariae Virginsis in Via Ardeatina) é uma diaconia instituída em 5 de fevereiro de 1965, pelo Papa Paulo VI por meio da constituição apostólica Sanctissimis templis.

## Titulares protetores
- Mario Francesco Pompedda (2001-2006)
- sede vacante (2006-2012)
- Domenico Calcagno (2012-2022); título pro hac vice (desde 2022)